# 东平四杰
东平四杰，指元朝初年，文儒名宦阎复、徐琰、李谦和孟祺四人。
时逢"嚴實领东平行台，招诸生肄进士业，迎元好问校试其文，预选者四人，复为首，徐琰、李谦、孟祺次之”，皆就学于东平府学，师从名儒延前进士康晔、王磐。后多有成就，亦文又官。皆供职于翰林院为翰林学士。以至“翰林院东平之士独多，十居六七。”

## 参看
- 阎复
- 徐琰
- 李谦
- 孟祺
- 元好问